# Круг

Круг

Круг, кружа́ло або диск (від лат. discus, що походить від грец. δίσκος — «тарілка») — геометрична фігура, обмежена колом. 
Іншими словами, круг — це множина, яка складається з усіх точок площини, відстань від яких до даної точки (центра круга) не перевищує заданої відстані (радіуса круга). 
Також круг можна означити як частину площини, що обмежена колом і об'єднана з самим цим колом. :стор.156
Коло є межею круга.
Круг називається замкненим або відкритим в залежності від того чи містить він коло, яке його обмежує. В декартових координатах, відкритий круг з центром {\displaystyle (a,b)} та радіусу R задається формулою
{\displaystyle D=\{(x,y)\in {\mathbb {R} ^{2}}:(x-a)^{2}+(y-b)^{2}<R^{2}\}}
Закритий круг задається нестрогою нерівністю
{\displaystyle {\overline {D}}=\{(x,y)\in {\mathbb {R} ^{2}}:(x-a)^{2}+(y-b)^{2}\leqslant R^{2}\}.}
Куля є узагальненням поняття круга на метричний простір.
Інколи замість терміна круг використовують термін диск.

## Термінологія
Центр, радіус, хорда і діаметр кола є центром, радіусом, хордою та діаметром відповідного круга.
Частини круга:
1. 1 Круговий сектор — частина круга, що обмежена двома його радіусами та дугою кола між цими радіусами. [4]
Також, круговий сектор — частина круга, яка лежить усередині відповідного центрального кута. [5]:стор.424 
Площу сектора круга радіуса {\displaystyle R} можна визначити за формулою: [3]:стор.157

{\displaystyle S_{\text{сект.}}={\frac {\pi \cdot R^{2}}{360}}\cdot \alpha ={\frac {\varphi \cdot R^{2}}{2}}}
де {\displaystyle \alpha } — градусна міра центрального кута;
{\displaystyle \varphi } — міра центрального кута в радіанах.
1. 2  Круговий сегмент —  частина  круга, що обмежена дугою та хордою, що сполучає її кінці. [6]:стор.157
Також, круговий сегмент — спільна частина круга і півплощини. [5]:стор.425 
Площу сегмента круга радіуса {\displaystyle R} можна визначити за формулою: [3]:стор.158

{\displaystyle S_{\text{сегм.}}={\frac {\pi \cdot R^{2}}{360}}\cdot \alpha \pm S_{\triangle AOB}}
(рос.)де {\displaystyle \alpha } — градусна міра центрального кута.
1. 3 Півкруг — сегмент, якому відповідає розгорнутий кут.[3]:стор.158 
Також півкруг — частина круга, що обмежена дугою півкола та діаметром.[4]

1. 4 Кільце — частина площини, що обмежена двома концентричними колами.[4]

Площею круга називають площу фігури, що обмежена колом. Площа круга обчислюється за формулою::стор.156
{\displaystyle S=\pi R^{2}\ }, де {\displaystyle \pi \approx 3{,}141592654} — константа пі.
Периметром круга називають довжину кола, що його обмежує:
{\displaystyle L=2\pi R.}

## Властивості
- Круг — центрально-симетрична фігура.
- При обертанні площини відносно центра круг переходить сам у себе.
- Круг є опуклою фігурою.

- (Ізопериметрична нерівність) Круг є фігурою, що має найбільшу площу при заданому периметрі. Або, що те ж саме, що має найменший периметр при заданій площі.
- Площу круга можна визначити, як границю послідовності площ правильних багатокутників, вписаних у відповідне коло, коли довжини сторін наближаються до нуля.[3]:стор.157

## Круг в метричному просторі
Поняття кола дослівно узагальнюється на випадок довільних метричних просторів. На відміну від випадку евклідових просторів, при довільних метриках круги метричного простору можуть бути дуже химерно влаштовані — зокрема, у разі дискретної метрики можна побудувати приклад, коли відкритий та замкнений круги певного радіуса збігаються.
Однак деякі властивості все ж зберігаються, а саме: опуклість та наявність центральної симетрії.
Наприклад, якщо розглянути вуличну метрику, яка на евклідовій площині задається співвідношенням:
{\displaystyle \rho ((x_{1},y_{1});(x_{2},y_{2}))=|x_{1}-x_{2}|+|y_{1}-y_{2}|},
то одиничним колом з центром в початку координат {\displaystyle (0,0)} буде квадрат з вершинами {\displaystyle (1,0),(0,1),(-1,0),(0,-1)}.
В цій метриці, формула круга з центром в {\displaystyle (0,0)} радіусу R буде наступна:
{\displaystyle \rho ((0,0);(x,y))=|x|+|y|<R.}